# Nocturne (film)
Nocturne er en kortfilm skrevet og instrueret af Lars von Trier, mens han stadig gik på filmskolen i København.
Filmen kan ses på Europa-trilogi-DVDen. På DVD'en med Forbrydelsens element klikker man på billedet af Lars von Trier i én af undermenuerne.